# Claudette Werleigh
Claudette Antoine Werleigh, née le 26 septembre 1946 à Cap-Haïtien, est une femme d'État haïtienne, Première ministre du 7 novembre 1995 au 7 février 1996. C'est la première femme à accéder à cette fonction dans le pays.

## Biographie
Claudette Werleigh naît dans une famille aisée. Ses parents exportent du café, sa mère tenant un magasin de cette denrée. Son père est un ancien député, mais s'est retiré de la politique avant la naissance de sa fille. Elle fréquente des écoles primaires et secondaires dirigées par des religieuses, étudie divers sujets, dont la médecine et la pédagogie, en Espagne, aux États-Unis, au Mexique et en Haïti et obtient une licence en droit et en économie à l'université de Port-au-Prince. En 1978, elle s'inscrit pour devenir avocate. En 1976, elle est nommée responsable de l'organisation humanitaire Caritas pour l'Amérique latine et les Caraïbes. Elle occupe ce poste près de 10 ans.  

### Carrière politique
Claudette Werleigh est directrice exécutive de l'ambassade de Haïti à Washington. Elle fut également ministre des Affaires étrangères et des Cultes de 1993 à 1995, avec une interruption en 1994. Elle travaille actuellement au Life & Peace Institute à Uppsala en Suède, institut qui supervise les recherches sur la résolution de conflits et les possibilités de réconciliation.